# Tases

División de las jurisdicciones o cacicazgos mayas en el siglo XVI según Ralph L. Roys.

Tases (también se escribe Tazes) (La provincia de los) (del idioma maya: Gentilicio. ‘Tats': extender brazos y piernas.’),  fue el nombre de los habitantes de una de las dieciséis provincias en que se dividía la península de Yucatán a la llegada de los conquistadores españoles, en la primera mitad del siglo XVI.
Tras la destrucción de Mayapán (1441-1461), en la Península de Yucatán, se crearon grandes rivalidades entre los mayas, y  se formaron 16 jurisdicciones independientes llamadas Kuchkabal (del maya: provincia o comarca). En cada Kuchkabal había un Halach Uinik (del maya: Hombre de hecho; Hombre de mando), quien era el jefe con la máxima autoridad militar, judicial y política y que vivía en una ciudad principal considerada la capital de la jurisdicción.

## Datos históricos y territoriales
Colindó el cacicazgo de los tases, al norte con el de Chikinchel; al poniente con un distrito que según Ralph L. Roys estaba dominado por los xiues, denominado Kalotmul por la población del mismo nombre que ahí se encuentra, aunque lejos del cacicazgo Xiu; al sur con la provincia de los cupules. El oriente de este cacicazgo lindaba con el señorío de Ekab.
A la provincia de los tases no se le identificó una capital propiamente dicha, ni tampoco el gobierno de un halach uinik que centralizara el poder. Se trató más bien de una confederación de pueblos que en alguna forma y durante un tiempo fue liderada desde Chandzonot. Entre las familias de linaje se han mencionado a los Chan y a los Dzeb o Ts'eh, los primeros de Temasa, los segundos de un pueblo llamado Tixkankal. El Chan que en idioma maya significa chico, parece proceder de los mayas chontales y entre ellos cobra el significado de culebra. Ahora bien, entre los itzaes se usó como patronímico (Chan) y en el caso de los tases este linaje fue reconocido.  Como también lo fue el de los Ts'eh y de hecho se argumenta que el nombre tases fue una forma modificada, por la perversión del español, al mencionar 'ta-ts'eh (de ahí que se haya usado la Z en lugar de la S por algunos estudiosos para identificar a los tazes o tases) que literalmente querría decir el lugar de (Ta) los del linaje ts'eh.
Se sabe que en el momento de la conquista había un personaje llamado Nahua Chan que, sin ser reconocido como halach uinik, ni como batab, recibía tributo de los demás. Después, en un momento de crisis y frente a los conquistadores, el hijo de Nahua Chan, un noble bautizado como Juan Chan -cuyo nombre original es desconocido-, tuvo el poder de concentrar a los indígenas tases en el poblado de Chandzonot.
Varios otros pueblos existían en la provincia de los tases: Tixmucul, tal vez el más notorio, que fue encomienda de Alonso de Villanueva y que tuvo un batab de nombre Luis Dzeb o, como ya se dijo, Ts'eh.